# Lillasjö (Skällinge socken, Halland)
Lillasjö är en sjö i Varbergs kommun i Halland och ingår i Himleåns huvudavrinningsområde.